# Quedas do Monte Negro
As Quedas do Monte Negro (conhecidas como Epupa na Namíbia) situam-se no rio Cunene, na fronteira Angola-Namíbia.
Neste ponto o rio tem 500 metros de largura e desce ao longo de várias quedas de água ao longo de 1,5 km, tendo a maior queda individual uma altura de 37 metros.